# Be With You (canción de Victoria Beckham)
«Be With You» es el segundo sencillo del segundo disco de Victoria Beckham.

## El sencillo
«Be With You» sería el segundo sencillo del álbum Open Your Eyes de Victoria Beckham, pero nunca fue publicado al igual que el disco.
En el 2005 el disco "Open Your Eyes" fue distribuido ilegalmente por Internet, y de estas páginas ilegales se descargaron más de 5000 copias del álbum de Victoria Beckham, en el que si tuviese validez alguna, el disco se situaría en el nº30 en una lista de ventas.

## Listado de pistas
CD 1
1. «Be With You» [Radio Edit] — 3:01
2. «Be With You» [Vocal Mix] — 6:42
3. «Me & You This Time» — 3:06
4. «Resentment» — 3:24

## Trayectoria en las listas
| Lista                 | Posición | Ventas |
| --------------------- | -------- | ------ |
| Singles/Album         | 30*      | -      |
| UK Singles Chart      | -        | -      |
| Ireland Singles Chart | -        | -      |

- (*) Sin validez ninguna

- Datos: Q5723935